# Hesperaloe campanulata
Hesperaloe campanulata är en sparrisväxtart som beskrevs av G.D.Starr. Hesperaloe campanulata ingår i släktet Hesperaloe och familjen sparrisväxter. Inga underarter finns listade i Catalogue of Life.

## Bildgalleri

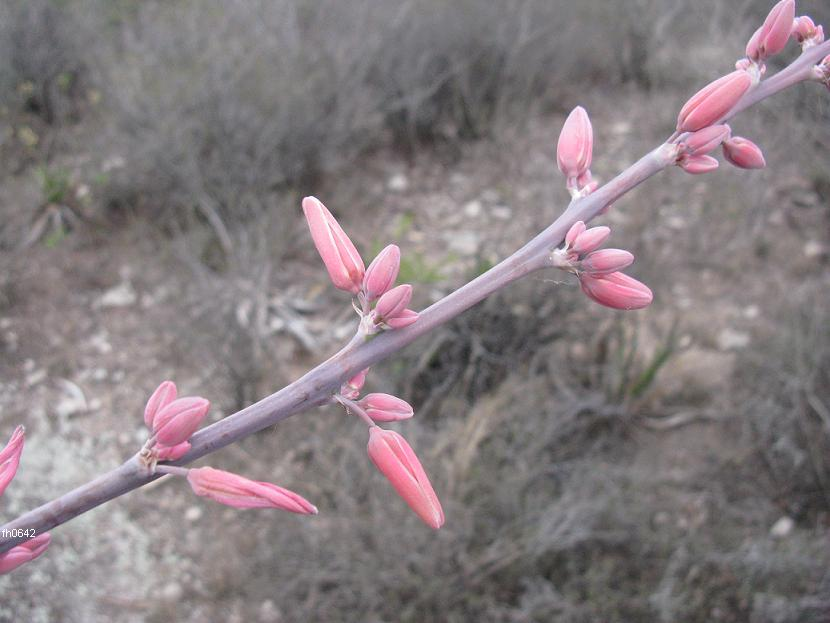
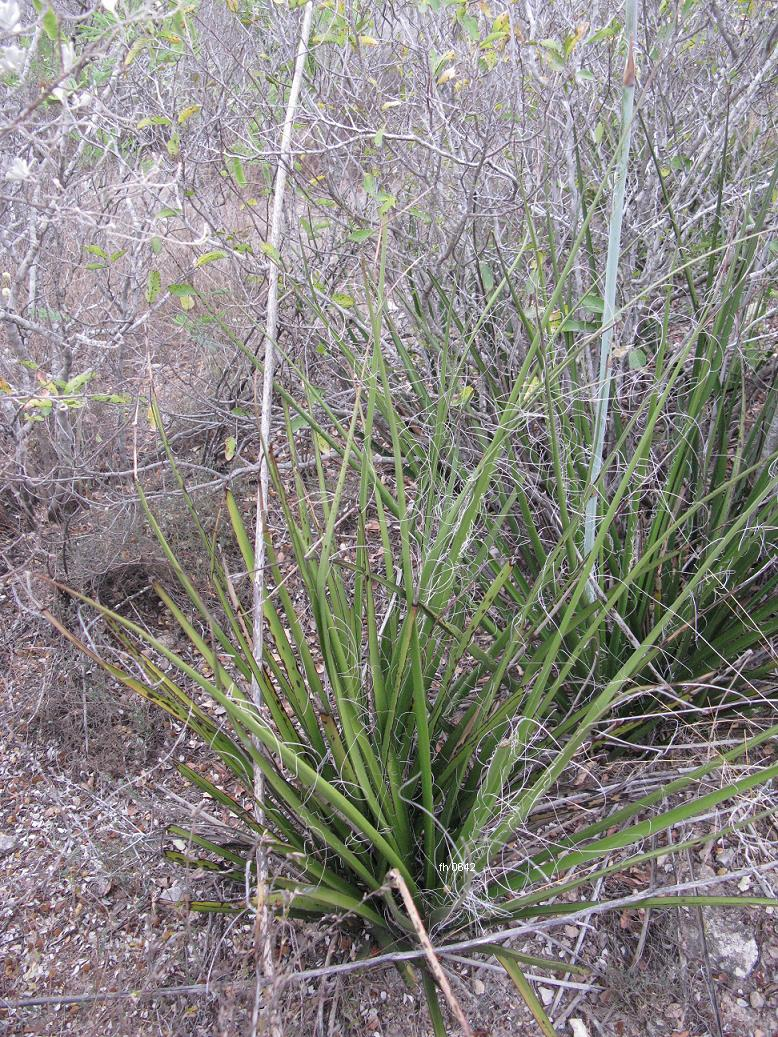
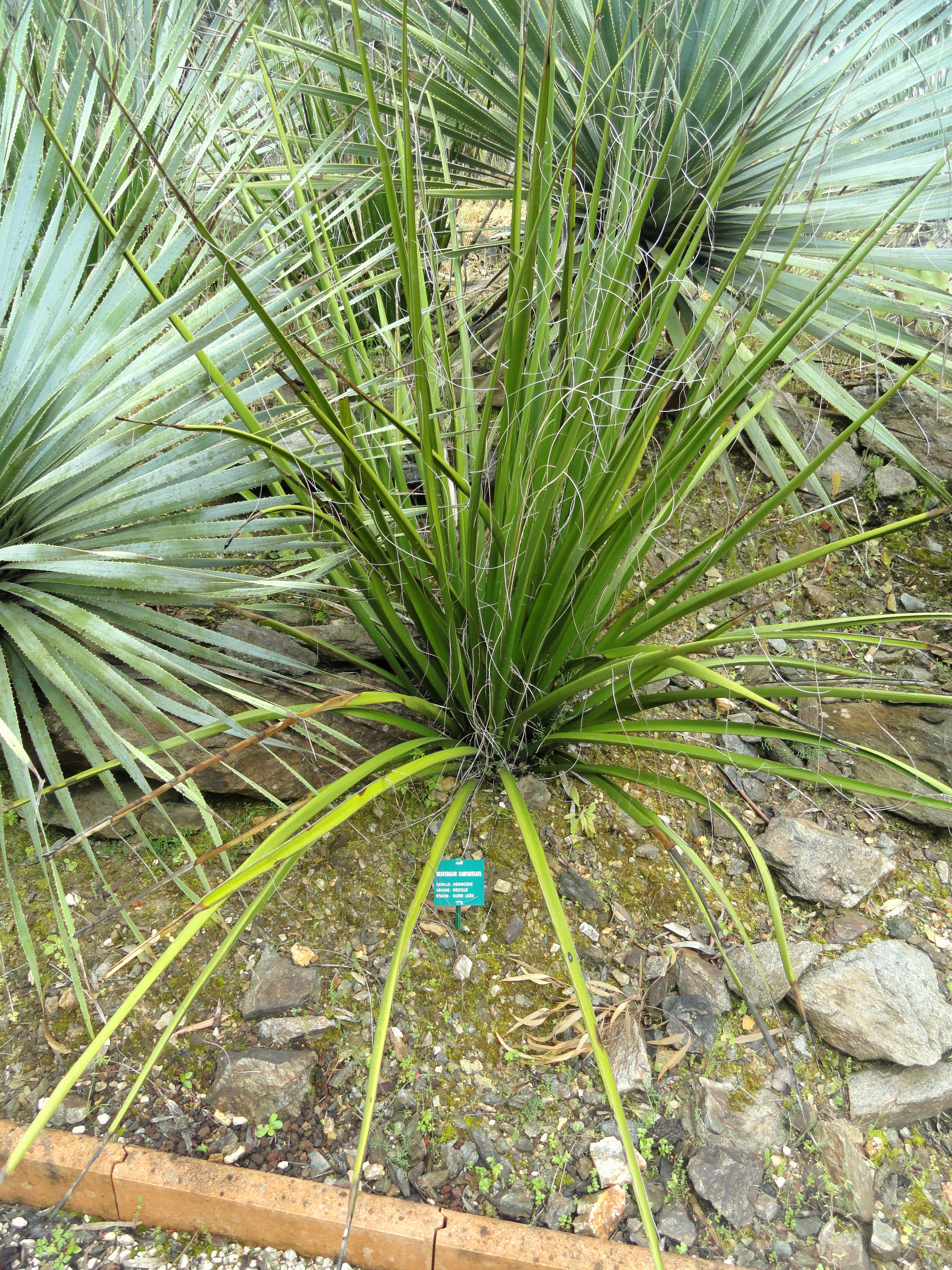